# Chambre régionale de commerce et d'industrie Basse-Normandie
La chambre régionale de commerce et d'industrie Basse-Normandie a son siège à Saint-Contest, près de Caen, au 1, Rue René Cassin.

## Mission
À ce titre, elle est un organisme chargé de représenter les intérêts des 46000 entreprises commerciales, industrielles et de service de Basse-Normandie et de leur apporter certains services. Elle mutualise et coordonne les efforts des six CCI de Basse-Normandie.
Comme toutes les CRCI, elle est placée sous la tutelle du préfet de région représentant le ministère chargé de l'industrie et le ministère chargé des PME, du Commerce et de l'Artisanat.

### Service aux entreprises
- Création, transmission, reprise des entreprises ;
- Innovation ARIST ;
- Formation et emploi ;
- Services aux entreprises ;
- Observatoire économique régional ;
- Études et développement ;
- Aménagement et développement du territoire ;
- Environnement et développement durable ;
- Tourisme ;
- Appui aux entreprises du commerce ;
- Performance industrielle ;
- Appui à l’international ;
- Emploi et développement des compétences ;
- Intelligence économique ;
- Appui aux mutations ;
- Services à la personne.

## CCI en faisant partie
- chambre de commerce et d'industrie d'Alençon
- chambre de commerce et d'industrie de Caen
- chambre de commerce et d'industrie de Centre et Sud-Manche
- chambre de commerce et d'industrie de Cherbourg-Cotentin
- chambre de commerce et d'industrie de Flers-Argentan
- chambre de commerce et d'industrie du pays d'Auge

## Historique
Elle fusionne avec la chambre régionale de commerce et d'industrie Haute-Normandie pour donner naissance à la chambre de commerce et d'industrie de région Normandie.

## Pour approfondir